# Parapocryptes
Parapocryptes és un gènere de peixos de la família dels gòbids i de l'ordre dels perciformes.

## Taxonomia
- Parapocryptes batoides (Day, 1876)[2]
- Parapocryptes maculatus (Oshima, 1926)[3]
- Parapocryptes rictuosus (Valenciennes, 1837)[4]
- Parapocryptes serperaster (Richardson, 1846)[5][6][7][8][9][10][11]